# Інтеграл Мора
Інтеграл Мора дозволяє визначати прогини і кути повороту заданого перетину балки, використовуючи інтегральне обчислення. 
Обчислення інтегралів Мора істотно спрощується, якщо одна з епюр (у дійсному чи одиничному стані) прямолінійна при сталому по довжині поперечному перерізі. Ця умова виконується для систем, що складаються з прямих стрижнів, оскільки при цьому епюри внутрішніх сил від одиничного навантаження (зосередженої сили або пари) завжди обмежені прямими лініями.
Графоаналітичний спосіб визначення інтеграла Мора був запропонований О. М. Верещагіним і має назву способу Верещагіна. Згідно цього методу загальна формула для визначення переміщень у системах з прямих стрижнів набирає вигляду
{\displaystyle \bigtriangleup \jmath \mathrm {P} =\int {\operatorname {(M1*Mp)} \!dy \over \operatorname {EJ} \!}={\operatorname {\Omega } \!Mc \over \operatorname {EJ} \!}},
де через Ω – площа епюри МP, с – її центр ваги
Інтеграл Мора дорівнює добутку площі епюри від зовнішнього навантаження на ординату прямолінійної епюри від одиничного навантаження, розміщену під центром ваги епюри від заданого зовнішнього навантаження.